# Gianni De Conno
Gianni De Conno (Milano, 21 aprile 1957 – Milano, 26 agosto 2017) è stato un illustratore italiano.

## Biografia
Illustratore e presidente dell'Associazione illustratori dal 2005 al 2007, ha seguito un percorso formativo ricco di esperienze diverse (ha studiato al Conservatorio G. Verdi di Milano) anche se nel solco della creatività applicata al disegno.
Dopo gli studi superiori ha seguito i corsi di scenografia e animazione tenuti presso la Scuola di Cinema da qui ha iniziato la sua carriera di scenografo e realizzatore di storyboard. Nel suo lavoro di illustratore utilizzava sia tecniche tradizionali (acrylic, olio) sia Pittura digitale, De Conno nel 2008 contribuisce a fondare il gruppo Bandalarga a Milano e cura dal 2009 al 2012 l'immagine e la grafica del progetto MiMaster di Illustrazione Editoriale, concepito nel 2009 con la produzione della Scuola del Fumetto di Milano e proseguito dal 2010 con l'Associazione OPPI specializzata in formazione e accreditata presso il MIUR e la Regione Lombardia. Nel 2010 il festival Lucca Comics & Games gli dedica una mostra antologica della sua carriera. Colpito da un tumore, muore il 26 agosto 2017.
Nel marzo 2018 la Bologna Children's Book Fair gli dedica una mostra postuma, curata da Ivan Canu (amico, collega allo Studio Bandalarga di Milano e Direttore del Mimaster Illustrazione), dalla figlia Costanza India De Conno, da Patrizia Zerbi (editrice di Carthusia) e da Fabio Toninelli (Associazione Tapirulan), che fa tappa anche a Cremona (Associazione Tapirulan) e a Milano (Laboratorio Formentini per l'Editoria).
È stato pubblicato da: Bayard, Black Cat, Bohem Press, Carthusia, Casterman, Computer World Magazine, De Agostini, Fabbri RCS, Fatatrac, Gallimard, Giunti, Grimm Press, Finmeccanica, Hachette, Hermes Paris, Interlinea, Yale University Magazine, Lapis, Lorenzo Marini & Associati, Milan, Prìncipi & Princìpi, Purple Bear Books NY, Random House NY, Salani, Sterling Publishing NY, Vicen Vives.
Mostre collettive e personali in Italia, Svizzera, Germania, Giappone, Taiwan, Francia, Stati Uniti.

## Opere principali
- Quando soffia il vento delle streghe, testo di Vanna Cercenà, Fatatrac (Firenze), 2002
- Casa Pelosa, testo di Sebastiano Ruiz Mignone, Interlinea edizioni, 2003
- I Tre doni del giullare, testo di Max Bolliger, Bohem Press (Zurich), 2003
- Coccabella, testo di M. Luisa Banfi, Bohem Press (Zurich), 2003
- L'ultimo elfo testo di Silvana De Mari, Salani, 2004
- Anna dai capelli rossi, testo di Lucy Maud Montgomery, Fabbri, 2006
- La guerra dei bottoni, testo di Louis Pergaud, Fabbri, 2006
- Il Corsaro Nero, testo di Emilio Salgari, Fabbri, 2007
- Quando Hitler rubò il coniglio rosa, testo di Judith Kerr, Fabbri, 2008
- The Hungry Clothes and other jewish folktales, retold by Peninnah Sebram, Sterling Publishing (New York), 2008
- La casa de Bernarda Alba, testo di Federico García Lorca, Editiones Vicen Vives (Barcelona), 2007
- Les contes de mon enfance, AA.VV, Editions Milan (Paris/Toulouse), 2007
- Moby Dick, testo di Herman Melville, Black Cat Publishing (Canterbury/Genoa), 2007
- Poesie alla luna, a cura di Paola Parazzoli, Rizzoli, 2008
- Abul Abbas - Elefante Imperiale, testo di Teresa Buongiorno, Lapis, 2009
- Lo strano caso del Dr. Jekyll e Mr. Hyde, testo di Robert Louis Stevenson, Prìncipi & Principi, 2010
- Bodas de sangre, testo Federico Garcia Lorca, Editiones Vicen Vives (Barcelona), 2010
- C'era lassù al Castello, testo di Roberto Piumini, Carthusia Edizioni, 2011
- Il Violinista sul tetto, Grimm Press (Taiwan), 2011
- Relato de un naufrago, testo Gabriel Garcia Marquez, Editiones Vicen Vives (Barcelona), 2012
- Il sentiero dei nidi di ragno, testo di Italo Calvino, Mondadori, 2012

## Riconoscimenti
- Targa Oro 'Editoria' Annual Illustratori Italiani 1990;
- Communication Arts Award of Excellence: 1998, 2000, 2001, 2007, 2008, 2009;
- S.I. Society of Illustrators NY Annual 2008, 2009, 2010, 2011;
- 2002: Premio Stepan Zavrel d′illustrazione per l′infanzia;
- Bologna Children′s Book Fair Illustrators Exhibition: 2004, 2005, 2006;
- 2005: Premio Andersen illustratore dell′anno;
- 2005: BIB - Biennale dell′Illustrazione di Bratislava;
- 2006: IBBY Honour List;
- Award Illustratori Italiani Annual: 2006, 2007, 2008, 2009;
- Gold Medal Society of Illustrators New York: 2008 e 2010